# 康肯塞足球联盟
康肯塞足球联盟（西班牙語：Unión Balompédica Conquense），是西班牙昆卡的一个足球俱乐部，成立于1946年。该队目前参加西班牙皇家足協丙組聯賽。